# Piktski jezik
Piktski (engleski: Pictish, ISO-xpi ) je izumrli jezik koji su govorili drevni Pikti u severnoj Škotskoj sve negde do 9. veka, kad ga je počeo istiskivati škotski gelski jezik nakon ujedinjenja njihovog Kraljevstva Fortriu sa Kraljevstvom Dalrijada i stvaranja preteče prvog škotskog Kraljevstva Alba.
Piktski jezik se koristio do 10. veka, na svom vrhuncu rasprostirao se od arhipelaga Šetland sve do Grofovije Fife na jugu.
Današnje znanje o piktskiom jeziku bazira se na toponimima navedenim u srednjevekovnim delima kao što su Piktska hronika i manuskripti Bede Uvaženog, uz nešto pronađenih piktskih natpisa po celoj Britaniji, i zapisa o tom jeziku koje su ostavili srednjovekovni pisci koji su pisali o njemu dok se još koristio.
Piktski jezik je po svemu sudeći bio jedan od keltskih jezika, povezaniji sa galskim i britonskim jezicima nego sa gelskim irskim, ali neki lingvisti smatraju da nije bio keltski, pa čak ni indoevropski.